# 11577 Einasto
A 11577 Einasto (ideiglenes jelöléssel 1994 CO17) a Naprendszer kisbolygóövében található aszteroida. Eric Walter Elst fedezte fel 1994. február 8-án.